# Patrick John Murdoch
Patrick John Murdoch (* 10. Juni 1850 in Pitsligo, Aberdeenshire, Schottland; † 1. Juni 1940 in Auburn, Victoria) war ein schottisch-australischer presbyterianischer Geistlicher.

## Leben
Nach dem Studium mit Abschluss als M.A. an der University of Aberdeen und dem konfessionellen New College in Edinburgh übernahm Murdoch das kirchliche Amt eines Pfarrers der Free Church of Scotland. 1878 wurde er ordiniert. Die Krise der Free Church of Scotland der 1880er Jahre veranlasste ihn, einen Ruf der West Melbourne Presbyterian Church anzunehmen. Er übersiedelte mit Teilen seiner Verwandtschaft in die damalige Kolonie Victoria. 1887 wurde er an die Trinity Church in Camberwell, Melbourne berufen und war dort bis 1928 tätig. Von 1898 bis 1899 übernahm er das Amt als Vorsitzender der Generalversammlung (Moderator) der Presbyterian Church of Victoria, von 1905 bis 1906 fungierte er als Moderator der Presbyterian Church of Australia.
Murdoch verfasste mehrere theologische Schriften. Zu seinen Freunden gehörten die Premierminister  Andrew Fisher, Alfred Deakin und Robert Menzies.
Murdoch hatte 1882 Annie Brown geheiratet. Aus der Ehe gingen eine Tochter und drei Söhne hervor, darunter Keith Murdoch, der Vater von Rupert Murdoch.

## Schriften
- Sidelights on the Shorter Catechism. 2. Auflage. Arbuckle, Waddell & Fawckner, Melbourne 1908. 3. Auflage 1918 (Offizielles Textbuch für die Sonntagsschule).
- Why am I a Presbyterian? H. Thacker, Geelong, ohne Jahr (191?).
- The central doctrines of the Christian faith. Lothian Book Publishing Co., Melbourne / Sydney 1915 (Textbuch für Bibelklassen und -lehrer).
- The laughter and tears of God and other war sermons. Arbuckle, Waddell & Fawckner, Melbourne 1915 (Predigtsammlung).
- Christianity – what can be put in its place? Presbyterian Church of Victoria and Tasmania, Melbourne 1920.